# Asesor
1. Asesor (hist. prawa) – urząd sądowy w I Rzeczypospolitej, uzupełniał komplet sędziowski i był doradcą sędziego. Występował między innymi w sądach ziemskich. Był urzędnikiem obieralnym, czasem nazywano go komisarzem.
2. Asesor (prawn.) – urząd w sądach powszechnych, sądach administracyjnych, prokuraturach, notariacie oraz izbach komorniczych, który obejmuje osoba posiadająca odpowiednie kwalifikacje (najczęściej po zdanym egzaminie zawodowym) w celu przejścia swoistego okresu próby, który uprawnia do otrzymania bezterminowej nominacji (np. prokuratorskiej). Posiada prawnokarny status funkcjonariusza publicznego w zakresie, w jakim na podstawie przepisów prawa wykonuje funkcje właściwe dla zastępowanego organu, czyli prokuratora, komornika[1], notariusza itd.

## Asesor sądowy

### Asesorzy w sądach powszechnych i wojskowych (do 5 maja 2009 r.)
Do daty wejścia w życie wyroku Trybunału Konstytucyjnego z 24 października 2007 sygn. SK 7/06, tj. do 5 maja 2009 r. oraz przepisów nowelizujących, w związku z wydanym wyrokiem TK, ustawę Prawo o ustroju sądów powszechnych, urząd asesora sądowego funkcjonował także w sądownictwie powszechnym.
Asesorem sądowym mianował Minister Sprawiedliwości na czas nieokreślony osobę, która po odbyciu trzyletniej (wcześniej dwu- lub dwuipółletniej) aplikacji sądowej zdała egzamin sędziowski, względnie spełnia inne szczególne warunki określone w ustawie. Minister Spr. mógł za wypowiedzeniem zwolnić asesora ze stanowiska tylko za zgodą kolegium właściwego sądu okręgowego. Zajmowanie tego stanowiska przez okres co najmniej 3 lata (do 2001 r. – 2 lata) było jednym z podstawowych warunków ubiegania się o nominację na urząd sędziego sądu rejonowego.
Minister Sprawiedliwości mógł powierzyć asesorowi sądowemu czasowo pełnienie obowiązków sędziego na okres nieprzekraczający czterech lat (tzw. votum sędziowskie, asesor nieposiadający votum mógł pełnić w sądzie rejonowym obowiązki referendarza sądowego). W zakresie orzekania asesorzy byli niezawiśli i podlegali tylko Konstytucji oraz ustawom. Asesorzy posiadali takie same uprawnienia i obowiązki jak sędzia. W odróżnieniu od sędziego, nie byli nieusuwalni, wymagało to decyzji Ministra Sprawiedliwości oraz zgody większości sędziów będących członkami kolegium danego sądu okręgowego.
Na mocy wyroku Trybunału Konstytucyjnego z 24 października 2007 sygn. SK 7/06 przepis uprawniający Ministra Sprawiedliwości do powierzania czynności sędziowskich asesorom utracił moc w dniu 6 maja 2009 r., z powodu jego niezgodności z art. 45 ust. 1 Konstytucji. Trybunał orzekł też, że jego rozstrzygnięcie nie stanowi podstawy do wzruszania prawomocnych orzeczeń w sprawach, w których czynności podejmowali asesorzy sądowi, albowiem niekonstytucyjność standardu w odniesieniu do tego, komu można powierzyć sądzenie, nie musi przesądzać o niekonstytucyjności treści rozstrzygnięcia lub zastosowanej procedury jego wydawania. Wartości związane z cechą prawomocności przemawiają zaś za ochroną takich orzeczeń.
Podobnie do dnia 5 maja 2009 r. była uregulowana instytucja asesorów w sądach wojskowych. Na mocy ustawy nowelizującej dotychczasowych asesorów sądów wojskowych przeniesiono z dniem 17 czerwca 2011 na stanowiska asystentów sędziów sądów wojskowych.

### Przywrócenie instytucji w sądach powszechnych
W dniu 1 kwietnia 2014 r. Prezydent Rzeczypospolitej Polskiej złożył w Sejmie projekt ustawy przywracającej instytucję asesora sądowego w sądach powszechnych i wojskowych. Projekt ten przyjęto i ustawa weszła w życie 1 stycznia 2016.

### Asesorzy w sądach administracyjnych
Asesorów sądowych do pełnienia urzędu na stanowisku asesora sądowego powołuje Prezydent Rzeczypospolitej Polskiej, na wniosek Krajowej Rady Sądownictwa. Asesorzy sądowi są powoływani na pięć lat, z wyznaczeniem miejsca służbowego (siedziby) asesora sądowego w wojewódzkim sądzie administracyjnym (art. 5 § 3 i 4 Prawa o ustroju sądów administracyjnych).
Zgodnie z przepisem art. 29 ustawy Prawo o ustroju sądów administracyjnych w sprawach nieuregulowanych w ustawie do wojewódzkich sądów administracyjnych oraz sędziów, asesorów sądowych, starszych referendarzy sądowych, referendarzy sądowych, starszych asystentów sędziów, asystentów sędziów stosuje się odpowiednio przepisy o ustroju sądów powszechnych (z wyjątkami).

## Asesor prokuratury
Asesorzy są powoływani w jednostkach powszechnych prokuratury – w prokuraturze rejonowej, a do kwietnia 2016 r. w jednostkach wojskowych prokuratury – w wojskowej prokuraturze garnizonowej. Asesorowi prokuratorskiemu Prokurator Generalny może powierzyć czasowo pełnienie obowiązków prokuratora, bez prawa do udziału w postępowaniu przed sądem okręgowym, apelacyjnym oraz Sądem Najwyższym. W czasie pełnienia tych obowiązków decyzje kończące postępowanie (postanowienia o umorzeniu postępowania, odmowie jego wszczęcia, akty oskarżenia, wnioski o warunkowe umorzenie postępowania, wnioski o skazanie bez przeprowadzenia rozprawy), postanowienia o zastosowaniu środka zapobiegawczego objęte są aprobatą bezpośrednio przełożonego prokuratora. Bez tych uprawnień asesor może występować tylko jako oskarżyciel publiczny w postępowaniu uproszczonym. Wysokość wynagrodzenia zasadniczego asesora prokuratury wynosi 80% wynagrodzenia zasadniczego prokuratora prokuratury rejonowej w stawce pierwszej, powiększonego o należną składkę z tytułu ubezpieczenia społecznego.

## Asesorzy notarialni i komorniczy
Asesorami nazywa się także osoby, które zdały egzamin notarialny lub komorniczy, i którym powierzono pełnienie obowiązków notariusza (asesor notarialny) lub komornika (asesor komorniczy).
Minister Sprawiedliwości powierza asesorom notarialnym pełnienie obowiązków notariusza, zaś asesorów komorniczych powołuje prezes sądu apelacyjnego na wniosek zainteresowanego.